# Anatas
Anatas (auch Oktaedrit oder oktaedrischer Schörl) ist ein häufig vorkommendes Mineral aus der Mineralklasse der „Oxide und Hydroxide“ mit der chemischen Zusammensetzung TiO2 und damit chemisch gesehen Titandioxid.
Anatas kristallisiert im tetragonalen Kristallsystem und entwickelt meist dipyramidale und tafelige Kristalle von wenigen Millimetern bis mehreren Zentimetern Größe, deren Farben zwischen schwarzgrau, braun, rötlich-braun und blau variieren. Die Farben beruhen auf Verunreinigungen mit Fremdatomen; reiner Anatas ist farblos, kommt aber nur sehr selten natürlich vor.

## Etymologie und Geschichte
Benannt wurde Anatas nach dem griechischen Wort ἀνάτασις anátasis für Ausdehnung, Streckung oder auch das Emporstrecken, da die meisten der gefundenen, dipyramidalen Kristalle im Gegensatz zu anderen tetragonal orientierten Mineralen eine überdurchschnittliche Längenausdehnung in Richtung der Z-Achse zeigen.
Erstmals wurde blauer Anatas 1783 von Jacques Louis de Bournon in einem Brief an Jean-Baptiste Romé de L’Isle als indigoblauer Schörl erwähnt. Im Weiteren wurden von verschiedenen Wissenschaftlern Anatas-Varietäten beschrieben und unterschiedlich benannt. So beschrieb Horace-Bénédict de Saussure Octaèdrit, Jean-Claude Delamétherie Oisanit. 1801 untersuchte René-Just Haüy erstmals farblosen Anatas, der bei Le Bourg-d’Oisans im französischen Département Isère gefunden wurde, und erkannte dabei auch, dass es sich bei den verschiedenen bislang bekannten Mineralen um Varietäten des gleichen Minerals handelt, das er Anatas nannte.
Anatas war bereits lange vor der Gründung der International Mineralogical Association (IMA) bekannt und als eigenständige Mineralart anerkannt. Damit hätte Anatas theoretisch den Status eines grandfathered Mineral. In der 1962 erfolgten Publikation der IMA: Commission on new minerals and mineral names wurde einstimmig beschlossen, dass die Bezeichnung Anatas und nicht Oktaedrit als offizieller Mineralname gilt. Da dies automatisch eine nachträgliche Ankerkennung für das Mineral bedeutete, wird es seitdem in der „Liste der Minerale und Mineralnamen“ der IMA unter der Summenanerkennung „IMA 1962 s.p.“ (special procedure) geführt. Die seit 2021 ebenfalls von der IMA/CNMNC anerkannte Kurzbezeichnung (auch Mineral-Symbol) von MineralName lautet „Ant“.

## Klassifikation
In der veralteten 8. Auflage der Mineralsystematik nach Strunz gehörte der Anatas zur Mineralklasse der „Oxide und Hydroxide“ und dort zur Abteilung „MO2- und verwandte Verbindungen“, wo er zusammen mit dem inzwischen diskreditierten Selenolith die „Selenolith-Anatas-Gruppe“ mit der Systemnummer IV/D.05 bildete.
In der zuletzt 2018 überarbeiteten Lapis-Systematik nach Stefan Weiß, die formal auf der alten Systematik von Karl Hugo Strunz in der 8. Auflage basiert, erhielt das Mineral die System- und Mineralnummer IV/D.14-010. Dies entspricht ebenfalls der Abteilung „Oxide mit dem Stoffmengenverhältnis Metall : Sauerstoff = 1 : 2 (MO2 und verwandte Verbindungen)“, wo Anatas zusammen mit Downeyit eine unbenannte Gruppe mit der Systemnummer IV/D.14 bildet.
Auch die von der International Mineralogical Association (IMA) zuletzt 2009 aktualisierte 9. Auflage der Strunz’schen Mineralsystematik ordnet den Anatas in die Abteilung der „Metall : Sauerstoff = 1 : 2 und vergleichbare“ ein. Diese ist allerdings weiter unterteilt nach der relativen Größe der beteiligten Kationen sowie der Kristallstruktur, sodass das Mineral entsprechend seiner Zusammensetzung und seinem Aufbau in der Unterabteilung „Mit mittelgroßen Kationen; Gerüst kantenverknüpfter Oktaeder“ zu finden ist, wo es als einziges Mitglied eine unbenannte Gruppe mit der Systemnummer 4.DD.05 bildet.
In der vorwiegend im englischen Sprachraum gebräuchlichen Systematik der Minerale nach Dana hat Anatas die System- und Mineralnummer 04.04.04.01. Dies entspricht ebenfalls der Klasse der „Oxide und Hydroxide“ und dort der Abteilung der „Oxidminerale“. Hier ist er als einziges Mitglied in einer unbenannten Gruppe mit der Systemnummer 04.04.04 innerhalb der Unterabteilung „Einfache Oxide mit einer Kationenladung von 4+(AO2)“ zu finden.

## Kristallstruktur

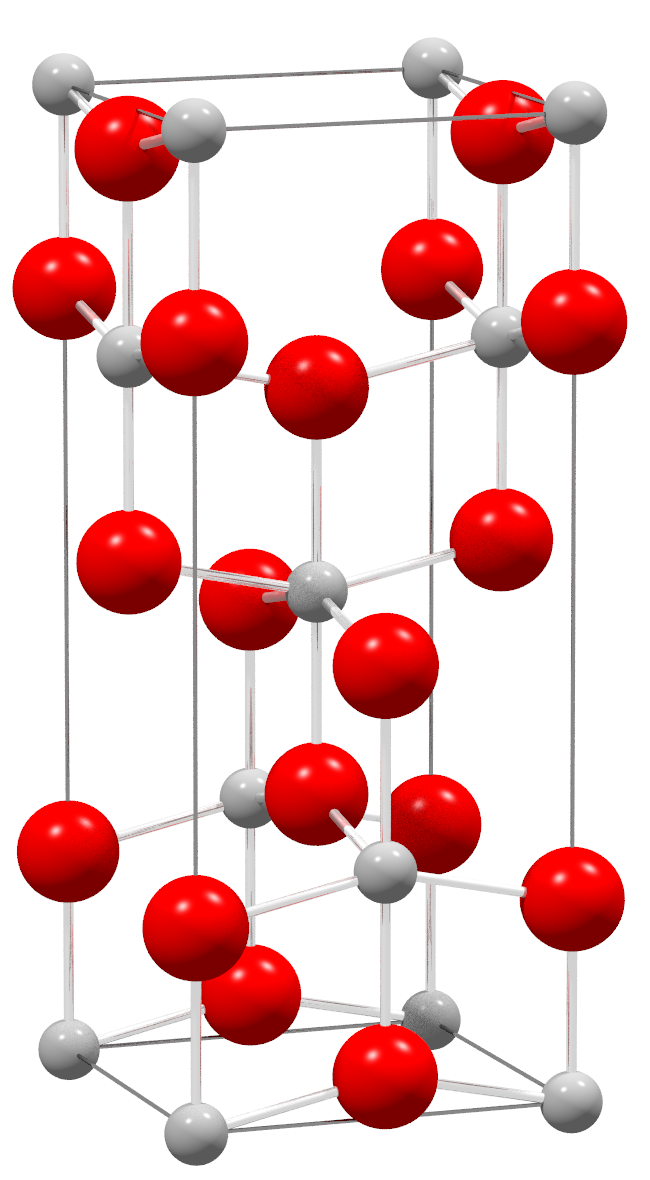
Kristallstruktur von Anatas, silver Ti^{4+} red O^{2−}

Anatas kristallisiert tetragonal in der Raumgruppe I41/amd (Raumgruppen-Nr. 141) mit den Gitterparametern a = 3,78 Å und c = 9,51 Å sowie 4 Formeleinheiten pro Elementarzelle.

### Kristalloptik
Anatas als tetragonaler Kristall wird in Übereinstimmung mit dem Neumannschen Prinzip in der Regel als optisch einachsiges Material beschrieben. Einige Quellen beschreiben für stark gefärbte Kristalle ein biaxiales optisches Verhalten, das nicht im Einklang mit der Kristallstruktur steht. Dafür sind verschiedene Ursachen denkbar:
- Symmetrieerniedrigung durch den Einbau von Fremdatomen, analog zur Symmetrieerniedrigung in Granaten
- Symmetrieerniedrigung durch mechanische Spannungen, die eine spannungsinduzierte Doppelbrechung erzeugen.
- Fehldeutung polarisationsmikroskopischer Ergebnisse aufgrund der Wechselwirkung von Färbung und Interferenzfiguren[12]

## Modifikationen und Varietäten
Die Verbindung TiO2 ist trimorph und kommt neben dem tetragonalen Anatas noch als orthorhombisch kristallisierender Brookit und als ebenfalls tetragonal, aber in einer anderen Raumgruppe kristallisierender Rutil vor. Ab 915 °C geht Anatas monotrop in Rutil über.

## Bildung und Fundorte

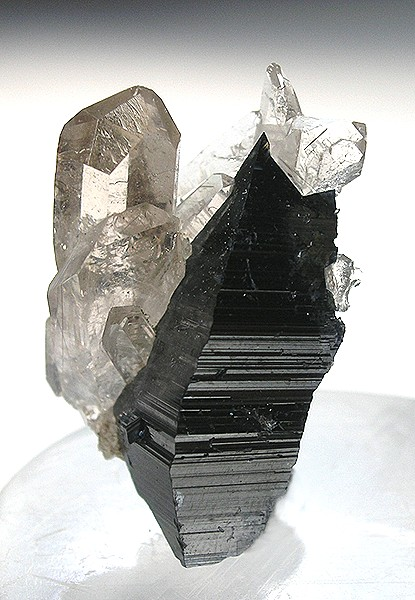
Anatas mit Quarz überwachsen aus Hardangervidda, Norwegen

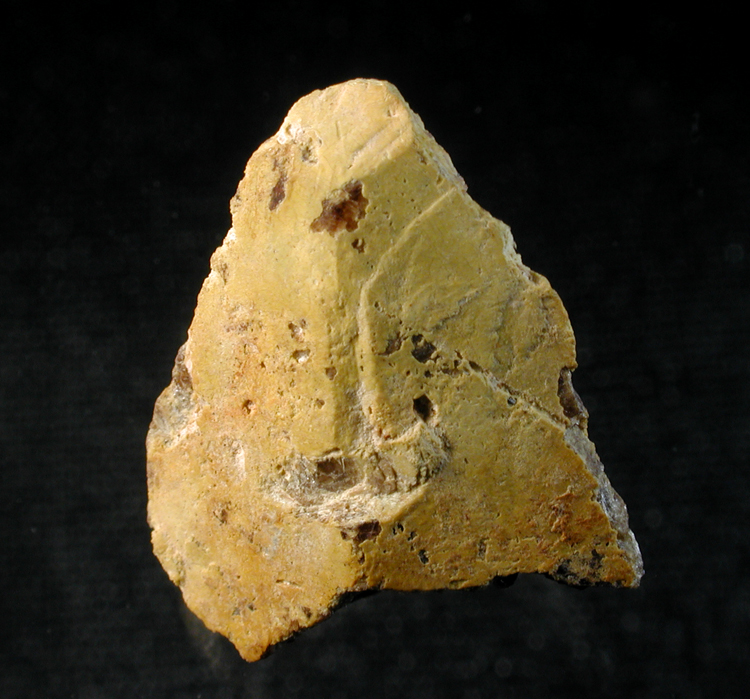
Pseudomorphose von Anatas nach Titanit aus der Jones Mine, Zirconia, Henderson County (North Carolina), North Carolina, USA

Anatas bildet sich normalerweise sekundär durch Umwandlung anderer titanhaltiger Minerale in Hydrothermaladern und Klüften in Granit, Glimmerschiefer, Gneis und Diorit, kann aber auch in vulkanischen und metamorphen Gesteinen entstehen. Begleitminerale sind neben Brookit und Rutil noch Titanit, Ilmenit, titanhaltiger Magnetit, Hämatit und Quarz. Zudem findet sich Anatas in Form von Pseudomorphosen nach Titanit und Ilmenit. Da sich das Mineral seinerseits in Rutil umwandelt, werden auch Pseudomorphosen von Rutil nach Anatas gefunden.
Weltweit sind bisher rund 2500 Fundorte für Anatas dokumentiert (Stand: 2023).
In Deutschland fand sich Anatas unter anderem im Schwarzwald (Baden-Württemberg), im bayerischen Fichtelgebirge sowie im Schwäbisch-Fränkischen, Bayerischen und Oberpfälzer Wald, in Hessen, im Harz (Niedersachsen, Sachsen-Anhalt, Thüringen), der Eifel (Nordrhein-Westfalen, Rheinland-Pfalz), im Taunus, im Saarland, im sächsischen Erzgebirge, in Schleswig-Holstein und im Thüringer Wald.
In Österreich trat das Mineral vor allem in den Regionen Kärnten, Niederösterreich, Salzburg, Steiermark, Tirol, Oberösterreich und Wien zutage und in der Schweiz fand es sich unter anderem in den Kantonen Bern, Glarus, Graubünden, Kanton Tessin, Uri und Wallis.
Weitere Fundorte sind Andorra, die Antarktis, Argentinien, Armenien, Äthiopien, mehrere Regionen in Australien, Belgien, Bolivien, Brasilien, Bulgarien, Chile, China, Elfenbeinküste, Finnland, viele Regionen in Frankreich, Kambodscha, Kamerun, Griechenland, Grönland, Guyana, Indien, Indonesien, Irak, Irland, viele Regionen in Italien, Japan, mehrere Regionen in Kanada, die Kanalinsel Jersey, Kasachstan, Madagaskar, Malawi, Marokko, Mexiko, Mongolei, Namibia, Neuseeland, Niger, Nordkorea, mehrere Regionen in Norwegen, Pakistan, Peru, Polen, Portugal, Réunion, Rumänien, mehrere Regionen in Russland, Schweden, Slowakei, Spanien, Südafrika, Sudan, Tschechien, Türkei, Uganda, Ukraine, Ungarn, Usbekistan, in mehreren Regionen des Vereinigten Königreichs (Großbritannien) sowie in vielen Regionen der Vereinigten Staaten von Amerika (USA).
Anatas-Kristalle lassen sich auch mittels CTR-Verfahren (chemische Transportreaktionen) künstlich herstellen.

## Verwendung

### Als Pigment
Anatas dient als weißes Pigment in der Farbmittelindustrie. Es wird nach dem Sulfatverfahren hergestellt. Durch die zum Rutil höhere photokatalytische Aktivität, die zur Zersetzung von organischen Komponenten, z. B. Polymeren, führt, ist der Einsatzbereich eingeschränkt. Typische Einsatzgebiete sind dabei Photokatalysatoren, synthetische Fasern, Lebensmittel- und Kosmetikfarben E171 und als Rohstoff für die Industrie, z. B. Sonderkeramiken oder Gläser. Nanoteiliger Anatas wird teilweise in Sonnenschutzcremes eingesetzt. UV-Strahlung mit einer Wellenlänge kleiner als etwa 380 nm wird absorbiert.

### Als Schmuckstein

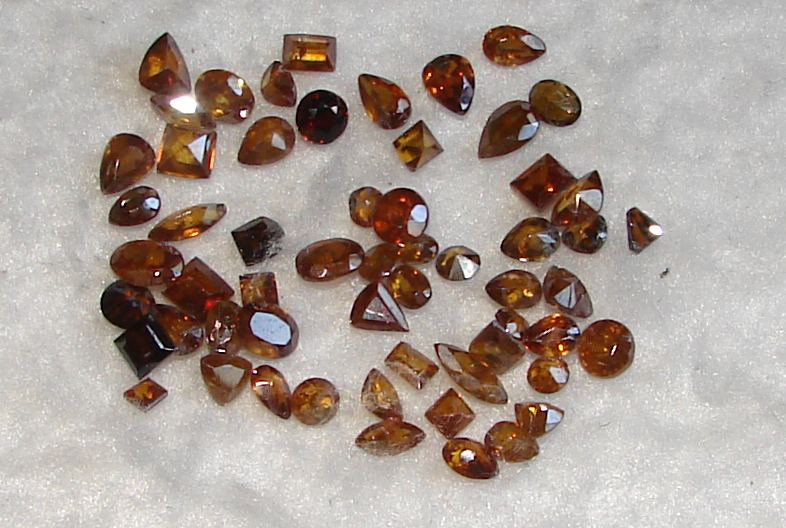
Anatas als Schmuckstein in verschiedenen Schliffformen

Anatas wird nur selten als Schmuckstein verwendet, da er sehr spröde ist und aufgrund seiner guten Spaltbarkeit beim Fassen und Löten zu Brüchen neigt. Geschliffen hat er aber unter Sammlern einen gewissen Wert.